# 野口英世記念会
公益財団法人野口英世記念会（のぐちひでよきねんかい）は、医師で細菌学者の野口英世の研究功績や生涯を後世に伝えるために創立された公益法人。

## 概要
1928年（昭和3年）5月21日、英領ゴールド・コースト（現ガーナ共和国）において、自らが研究していた、蚊媒介ウイルス感染症の『黄熱』に感染し帰らぬ人となった。同年、6月29日、日本工業倶楽部において行われた野口英世追悼会後、政財学界の有志が、野口英世の生涯や功績を後世に伝えるために記念会を創設することを決めた。
発起人は、北里柴三郎、山川健次郎、荒木寅三郎、後藤新平など、当時の日本の各界を代表する人物らが名を連ねた。

## 所在地
- 福島県耶麻郡猪苗代町大字三ツ和字前田81番地

## 事業
- 学術及び科学技術の復興を目的とする事業
- 文化及び芸術の復興を目的とする事業
- 公衆衛生の向上を目的とする事業
- 児童又は青少年の健全な育成を目的とする事業
- 教育、スポーツなどを通じて国民の心身の健全な発達に寄与し、又は豊かな人間性を涵養することを目的とする事業
- 地域社会の健全な発展を目的とする事業